# Synedoida decepta
Synedoida decepta là một loài bướm đêm trong họ Erebidae.